# Streptelasma
Streptelasma is een geslacht van uitgestorven hoornkoralen, dat voorkwam in het Ordovicium en Devoon. 

## Beschrijving
Dit vijf centimeter lange koraal had een diepe calyx,  vele septa (tussenschotten), die afwisselend lang en kort waren en verdikt naar de buitenzijde.